# Gobernadores de Norte de Santander
El Departamento de Norte de Santander fue creado por la Ley 25 de 1910, integrado por los antiguos Departamentos de Cúcuta, Pamplona y Ocaña. 
Según la Constitución Política de Colombia, el ejercicio del Poder Ejecutivo de esta región colombiana se deposita en un solo individuo, que se denomina Gobernador del Departamento de Norte de Santander, electo popularmente desde 1991 (anteriormente eran nombrados por el presidente de la República), para un periodo de 4 años sin reelección inmediata. Su mandato comienza el 1 de enero siguiente al de la elección.
El Departamento de Norte de Santander existe como ente territorial desde la época de la colonización española, cuando fue creada la Provincia de Pamplona. A lo largo de su vida histórica dependió en varias ocasiones, hasta 1910, del Departamento de Santander, por lo que la denominación de la entidad ha variado entre Departamento y Provincia, variando junto con ella, la denominación del titular del Poder Ejecutivo del Departamento.
Los individuos que han ocupado la Gobernación del Departamento de Norte de Santander han sido los siguientes:
- Víctor Julio Cote (1910 – 1912)

- Rafael Valencia (1912 – 1914)

- Luís Febres Cordero (1914 – 1918)

- Fructuoso Calderón (1918 – 1922)

- Francisco Sorzano (1922)

- Víctor Julio Cote (1922 – 1924)

- Rafael Valencia (1924 - 1925)

- Camilo Daza Vallejo   (1925 - 1926)

- Luís Febres Cordero (1926 – 1927)

- Ramón Pérez Hernández (1927 – 1928)

- Emilio Ferrero Troconis   (1928 - 1930)

- Luciano Jaramillo (1930)

- Gabriel Valencia (1931)

- Luís Augusto Cuervo (1931 – 1933)

- Benito Hernández Bustos (1933)

- Francisco Lamus Lamus 1934)

- Luís Hernández Gutiérrez (1934 – 1935)

- Manuel José Vargas (1935 – 1936)

- Francisco Lamus Lamus (1937)

- Miguel Durán Durán (1937 – 1938)

- Luís Alberto Lindarte (1938 – 1940)

- Darío Hernández Bautista (1940 – 1941)

- Guillermo Suárez (1941 – 1942)

- Carlos Ardila Ordóñez (1942 – 1943)

- Alfredo Lamus Girón (1943 – 1944)

- Manuel José Vargas (1944)

- Alfredo Lamus Girón (1944 – 1946)

- Luís Buenahora (1946)

- Rafael Unda Ferrero (1946 – 1947)

- Manuel Buenahora (1947 – 1948)

- Gustavo Matamoros León (1948)

- Pablo Rodríguez Achury (1948 – 1949)

- Carlos Vera Villamizar (1949)

- Lucio Pabón Núñez (1949 – 1950)

- Luís Moncada Rojas (1950 – 1952)

- Rafael Canal Soriano (1952)

- Oscar Vergel Pacheco (1952 – 1953)

- Germán Uribe Jaramillo (1953)

- Gonzalo Rivera Laguado (1953– 1957)

- Rodrigo Peñaranda (1957)

- Jorge Ordóñez Valderrama (1957 – 1958)

- Carlos Vera Villamizar (1958 – 1960)

- Miguel García-Herreros (1960 – 1961)

- 'José Luís Acero Jordán (1961 – 1962)

- Eduardo Cote Lamus (1962 – 1963)

- Julio Pérez Ferrero  (1963 - 1964)

- Álvaro Niño Duarte (1964)

- Alfonso Lara Hernández (1964 – 1965)

- Gustavo Rodríguez Duarte (1965)

- Miguel Durán Durán (1965 – 1966)

- Gustavo Lozano Cárdenas (1966 – 1968)

- Samuel Liévano Sánchez (1968)

- Argelino Durán Quintero (1968 – 1970)

- Luís Tesalio Ramírez (1970)

- Hernando Ruan Guerrero (1970 – 1971)

- Daniel Raad Gómez (1971)

- Carlos Pérez Escalante (1971 – 1973)

- David Haddad Salcedo (1973 – 1974)

- Fidelina Villamizar de Pérez (1974 – 1975)

- María Carmenza Arenas Abello (1975 – 1976)

- Carlos Celis Carrillo     (1976 - 1977)

- Alfredo Yañez Carvajal (1977 – 1978)

- Jorge Colmenares Espinosa (1978)

- Jorge Villamizar Ruiz (1978)

- Jesús María Carrillo Ballesteros (1978 – 1979)

- Adolfo Martínez Badillo (1979 – 1980)

- Manuel Blanco Suárez    (1980 - 1981)

- Humberto Latorre Chacón (1981)

- Cayetano Morelli Lázaro (1981 – 1982)

- Margarita Silva de Uribe (1982 – 1983)

- Clemente Franco Gálvis (1983 – 1984)

- León Colmenares Baptista (1984 – 1985)

- Joaquín Abello Peñaranda    (1985 - 1986)

- Eduardo Assaf Elcure (1986 – 1988)

- Germán Gómez García    (1988 - 1990)

- Antonio José Lizarazo Ocampo (1990 – 1992)

- Álvaro Salgar Villamizar (1 de enero de 1992 – 1 de enero de 1995)

- Sergio Entrena López (1 de enero de 1995 – 1 de enero de 1998)

- Jorge Alberto García-Herreros Cabrera (1 de enero de 1998 – 1 de enero de 2001)

- Juan Alcides Santaella Gutiérrez (1 de enero de 2001 – 1 de enero de 2004)

- Luís Miguel Morelli Navia (1 de enero de 2004 - 1 de enero de 2008)

- William Villamizar Laguado (Suspendido) (1 de enero de 2008 - 2010)

- Enrique Ramírez Yáñez   (2010 - 2011)

- Adalberto Antonio Palacios Contreras (2011 - 1 de enero de 2012)

- Edgar Jesús Diaz Contreras (1 de enero de 2012 - 1 de enero de 2016)

- William Villamizar Laguado (1 de enero de 2016 - 1 de enero de 2020)

- Silvano Serrano Guerrero  (1 de enero de 2020 - 1 de enero de 2024)

- William Villamizar Laguado (1 de enero de 2024 - 1 de enero de 2028)